# Предијера (Ређо Емилија)
Предијера је насеље у Италији у округу Ређо Емилија, региону Емилија-Ромања.
Према процени из 2011. у насељу је живело 148 становника. Насеље се налази на надморској висини од 554 м.